# Nickelalumite
La nickelalumite è un minerale.